# (14981) Uenoiwakura
(14981) Uenoiwakura est un astéroïde de la ceinture principale.

## Description
(14981) Uenoiwakura est un astéroïde de la ceinture principale. Il fut découvert le 6 octobre 1997 à Kitami par Kin Endate et Kazuro Watanabe. Il présente une orbite caractérisée par un demi-grand axe de 2,88 UA, une excentricité de 0,07 et une inclinaison de 2,8° par rapport à l'écliptique.

## Compléments